# Máslojedy
Máslojedy település Csehországban, a Hradec Králové-i járásban. Máslojedy Sendražice, Neděliště, Čistěves, Benátky, Hořiněves és Všestary településekkel határos. Lakosainak száma 220 fő (2024. január 1.).

## Népesség
A település lakosságának változását az alábbi diagram mutatja:
| Lakosok száma | 426  | 308  | 307  | 223  | 179  | 209  | 215  | 217  | 205  | 220  |
|               | 1869 | 1900 | 1921 | 1961 | 1980 | 2011 | 2016 | 2019 | 2021 | 2024 |